# テルネロファイター
「テルネロファイター」は、日本のボーカルダンスユニット・M!LKの通算6枚目となるシングル。
2017年5月10日にSDRから発売された。

## 概要
表題曲は、｢バズリズム｣の5月エンディングテーマ、CBCラジオ4月度マンプレ。

## 収録曲
1. テルネロファイター [4:28]
作詞・作曲・編曲：木村有希
2. サンキュー!N・D・K! [4:29]
作詞・作曲・編曲：木下智哉
  - TYPE-Aのみ
3. ボクノアカシ [3:55]
作詞・作曲：岡本健介、編曲：清水哲平
  - TYPE-Bのみ
4. 桜咲く頃には [4:12]
作詞・作曲・編曲：NA.ZU.NA
  - TYPE-Cのみ

## 収録アルバム
- 王様の牛乳
- Jewel（初回限定盤Bのみ）